# Транзистор с плавающим затвором
Транзи́стор с пла́вающим затво́ром — разновидность полевого МОП-транзистора, используемая в различных устройствах энергонезависимой памяти: флэш-памяти, EEPROM.

## Разновидности

### Транзисторы с электрическим программированием и ультрафиолетовым стиранием (ЛИЗМОП)
ЛИЗМОП (англ. FAMOS — Floating gate Avalanche injection Metal Oxide Semiconductor) — полевой МОП-транзистор с лавинной инжекцией заряда, базовый элемент одного из вариантов энергонезависимых постоянных запоминающих устройств. Использовался в энергонезависимой памяти типа EPROM.
Конструкция транзистора была предложена Фроман-Бенчковским в 1971 году и отличается от обычного полевого транзистора наличием «плавающего затвора», то есть проводящей области над каналом, которая изолирована от других частей структуры и на которой можно сохранять электрический заряд. Изменение величины заряда на плавающем затворе приводит к сдвигу вольт-амперной характеристики транзистора, что и используется для кодирования логических состояний 1 и 0. Для переноса электронов из подложки на плавающий затвор используется явление лавинного пробоя перехода исток (сток) — подложка («лавинная инжекция»), а для удаления электронов из плавающего затвора структура облучается ультрафиолетовым светом (УФ) через специальное окно в корпусе микросхемы, прозрачное для УФ и возбуждённые фотонами электроны из плавающего затвора возвращаются в подложку. Некоторые микросхемы имели ячейки памяти на основе ЛИЗМОП, но исполнялись в корпусах без окна, и поставлялись как PROM. Чтобы решить эту проблему, некоторые умельцы стали облучать микросхемы такой ЛИЗМОП-памяти в корпусе без окна рентгеновским излучением, однако, это нередко приводило к необратимым повреждениям микросхемы памяти. Существует два варианта конструкции транзистора, различающиеся наличием или отсутствием обычного управляющего затвора (варианты «с плавающим затвором» и «с двойным затвором»).
Недостатком ЛИЗМОП-транзисторов является ограниченное число перезаписей информации (порядка 100) и невозможность изменения информации в отдельно взятой ячейке памяти без стирания информации во всей запоминающей матрице микросхемы. Поэтому в 1980-е годы ЛИЗМОП-структуры были вытеснены другими конструкциями энергонезависимой памяти, позволяющими стирать информацию чисто электрическим способом.

### Транзисторы с электрическим программированием и стиранием

Конструкция транзистора с плавающим дополнительным затвором.

В таких транзисторах изменение электрического заряда внутреннего, изолированного слоями диэлектрика затвора производится чисто электрическим способом без применения ультрафиолетового излучения, но принцип действия сохраняется. Изменение заряда плавающего затвора происходит за счет туннелирования электронов и обратимого лавинного пробоя тончайших (порядка нескольких нм) слоёв диэлектрика, обусловленных высокой напряжённостью электрического поля в диэлектрике. При изменении электрического заряда на плавающем затворе изменяется вид вольт-амперной характеристики структуры, в частности, изменяется напряжение отсечки при управлении изменением напряжения на управляющем затворе, что позволяет в этой структуре хранить 1 бит информации. Так как заряд плавающего, изолированного от всех электрических цепей затвора сохраняется (при не очень сильных электрических полях в слоях диэлектрика), микросхемы, построенные на таких структурах, сохраняют информацию при отключённом напряжении питания.
Широко применяется в типах флеш-памяти, допускающих (по данным на 2010 год) по крайней мере 100 тысяч циклов перезаписи для SLC (однобитных ячеек) и 10 тысяч — для MLC (хранение 2 бит в ячейке в виде одного из четырёх уровней). Такая память изготавливается по техпроцессам вплоть до 19—16 нм. Приблизительно в 2011—2012 годах всеми производителями флеш-памяти были внедрены воздушные промежутки между управляющими линиями, позволившие продолжить масштабирование далее 24—26 нм. Из-за проблем с дальнейшим масштабированием с 2014—2015 года некоторые производители (Samsung) начали массовый выпуск 24- и 32-слойной 3D NAND, в которой для хранения информации используются не транзисторы с плавающим затвором, а ячейки на базе технологии CTF.